# Tulsted
Tulsted er et gammelt krongods, som nævnes første gang i 1494. Gården ligger i Torup Sogn, Hellum Herred, Ålborg Amt, Skørping Kommune (Rebild Kommune efter 2007).
Tulsted Gods er på 260 hektar med Nakhøjgaard

## Ejere af Tulsted
- (1494-1588) Kronen
- (1588) Knud Brahe
- (1588-1600) Christoffer Kruse
- (1600-1626) Gabriel Christoffersen Kruse / Thomas Christoffersen Kruse
- (1626-1640) Enevold Christoffersen Kruse
- (1640-1647) Sophie Sandberg gift Kruse
- (1647) Margrethe Sandberg
- (1647) Slægten Sandberg
- (1647-1656) Mogens Kaas
- (1656-1672) Ida Mogensdatter Kaas
- (1672-1678) Frederik Kaas
- (1678-1679) Frederik Kaas / Else Kaas / Susanne Kaas
- (1679-1689) Susanne Kaas / Sidsel Kaas gift Lillienschiold
- (1689) Jens Rosenheim / Susanne Kaas
- (1689-1694) Christian greve Gyldenløve / Susanne Kaas
- (1694-1731) Susanne Kaas
- (1731-1734) Ulria von Fölckersam gift Brockdorff
- (1734-1755) Jens Madsen Hvass
- (1755-1766) Jens Jørgen Overgaard
- (1766-1782) Heinrich Carl lensgreve Schimmelmann (Heinrich Carl von Schimmelmann)
- (1782-1795) Heinrich Ernst lensgreve Schimmelmann
- (1795-1805) Chr. G. Richter
- (1805-1828) Andreas Jensen
- (1828-1832) Slægten Jensen
- (1832-1842) Lars Bosen
- (1842-1850) Niels A. Lynge
- (1850-1859) Riis
- (1859-1861) Suhr
- (1861-1865) J. C. baron Bille-Brahe
- (1865-1871) L. P. Dam
- (1871-1886) Chr. H. Bay
- (1886-1990) Sorø Akademi
- (1990-2007) Finn Nielsen
- (2007-) Kim B. Nielsen